# João Ricardo
João Ricardo Pereira dos Santos Batalha Ferreira (* 7. Januar 1970 in Luanda) ist ein ehemaliger angolanischer Fußballtorwart.
Bereits im jungen Alter von vier Jahren kam João Ricardo, wie viele Angolaner portugiesischer Abstammung nach Portugal, um dem seit 1975 in seinem Heimatland wütenden Bürgerkrieg zu entfliehen.

## Karriere

### Verein
Ricardo begann seine Profikarriere in Portugal beim damaligen Zweitligisten Académico Viseu Futebol Club. 1998 folgte der Wechsel zum Erstligisten SC Salgueiros, bei dem er in drei Jahren jedoch nur ein Ligaspiel bestritt. 2001 wechselte er zum zweitklassigen Moreirense FC, mit dem er in seiner ersten Saison als Stammtorwart in die Primeira Liga aufstieg. Nach dem Abstieg des FC im Jahr 2005 wurde sein Vertrag nicht verlängert.
Nachdem er von 2005 bis 2006 bei keinem Fußballclub unter Vertrag stand, nahm ihn nach der Weltmeisterschaft 2006 der iranische Verein Zob Ahan Isfahan unter Vertrag. 2007 kehrte er nach Angola, zum Hauptstadtklub Atlético Petróleos Luanda zurück. Nach einem kurzen Engagement beim indonesischen Verein Semarang United im Jahr 2011 beendete er seine Karriere.

### Nationalmannschaft
Sein Debüt für die angolanische Fußballnationalmannschaft gab er 1996. Aufgrund der klimatischen Bedingungen entschied er sich gegen einen Teilnahme am Afrika-Cup 1998 in Burkina Faso. Seine Nationalmannschaftskarriere schien damit jäh beendet. 2004 jedoch, kehrte er unter Nationaltrainer Luís Oliveira zurück in die Nationalmannschaft.
Trotz seiner Vereinslosigkeit in der Saison 2005/2006, war er auch während der Qualifikation zur Fußball-Weltmeisterschaft 2006 in Deutschland und dem Africa-Cup 2006 in Ägypten Mitglied der angolanischen Nationalmannschaft. Mit seinem Team konnte er sich erstmals für die Fußball-Weltmeisterschaft 2006 in Deutschland qualifizieren. Dies bedeutete den größten Erfolg in der Sportgeschichte des afrikanischen Landes. Ricardo bestritt alle drei Vorrundenspiele für die „Palancas Negras“ (Schwarzen Antilopen) und kassierte nur zwei Gegentore. Trotzdem schied seine Mannschaft nach der Vorrunde aus.
Insgesamt absolvierte er 29 Spiele für sein Land.

### Teilnahme an internationalen Wettbewerben
- Qualifikationsturniere zu den Fußball-Weltmeisterschaften 1998 und 2006[3]
- Afrika-Cup 2006 in Ägypten[6]
- COSAFA Cup 2006[3]
- Fußball-Weltmeisterschaft 2006 in Deutschland